# 2019年7月欧洲热浪
2019年7月欧洲热浪是指2019年7月发生于西欧多国的极端高温天气，期间的高温在多个地区创下历史记录。此次热浪承接6月反常高温。来自北非的干热气团被冷风暴系统阻滞，引起强劲的阻塞高氣壓，引发此次热浪。此次热浪创下五国的气象历史记录新高。荷兰的全时段历史最高温度提升了2.1 °C（35.8 °F），比利时则提升3 °C（37.4 °F），卢森堡提升2.9 °C（37.2 °F），德国提升2.1 °C（35.8 °F），英国提升0.2 °C（32.4 °F）。

## 国别

### 比利时
7月24日，比利时昂格勒尔镇气温达到40.2 °C（104.4 °F），创下全国历史最高温度记录。同日，极端高温导致多名乘客生病，一辆歐洲之星列车不得不在里尔停驶以疏散旅客。25日，最高温度记录再度被打破，该国弗拉芒-布拉班特省的贝海嫩代克录得41.8 °C（107.2 °F）高温，打破该国2015年及2018年所达到的38.8 °C（101.8 °F）的历史最高温度。

### 法国

7月24-25日法国的高温警报
无需警惕
警告
需要警惕
绝对警惕

2019年7月，法国在一个月内经历两波热浪洗礼，若干大区及全国的气象记录均有所打破。6月份，加拉尔格勒蒙蒂厄南部录得46.1 °C（115.0 °F）高温，打破该国气象记录。7月23日，法国气象局向80省份发出热浪橙色预警， 次日向20省份发出红色预警。24日， 法国气象局在波尔多录得41.2 °C（106.2 °F）高温，打破该市在2003年创下的40.7 °C（105.3 °F）的高温记录。25日，42.6 °C（108.7 °F）的高温席卷巴黎，打破当地在1947年7月创下的历史最高温度。法国西南部的两座核电厂在超过气温阈值后被关闭。

### 德国
7月25日，德国下萨克森州的林根录得42.6 °C（108.7 °F）的高温，打破了前一日40.5 °C（104.9 °F）的高温纪录，成为德国有气象记录史以来的最高温度。25日，该国25个气象站录得40 °C（104 °F）及以上的高温天气。本次热浪以前的德国最高气温为40.3 °C（104.5 °F），于2015年在基青根录得。26日，热浪将近尾声时，巴登-符腾堡联邦州的弗罗伊登施塔特县、伯布林根县、卡尔夫县三县发出最高级别的紫色预警。

### 卢森堡
7月25日，卢森堡气象局向全国发出极端高温的红色预警。同日， 施泰因瑟尔录得40.8 °C（105.4 °F）高温，创下该国历史最高温度记录。此前的最高温度是2003年欧洲热浪时创下的37.9 °C（100.2 °F）高温。高温和干燥气候导致了若干起火灾。24日发生一起田地乾草火灾。25日则发生一起灌木丛火灾，一辆消防车在执勤时爆炸。

### 荷兰
荷兰发布了全国高温橙色预警。7月24日的39.3 °C（102.7 °F）高温打破了该国瓦倫斯費爾德在1944年录得的全国最高气温记录。翌日， 吉爾茲和萊仁更是录得40.7 °C（105.3 °F）高温。27日，荷兰皇家气象研究所取消对南荷蘭省、泽兰省、北布拉班特省和林堡省的橙色预警。22日，ProRail向铁路管理者挂出红色预警，以提醒防范因高温导致的铁道颠簸及其它问题。25日， 荷蘭鐵路取消了阿姆斯特丹史基浦機場和鹿特丹的史基浦-鹿特丹高速铁路服务。同样，阿姆斯特丹—埃因霍温和埃因霍温—海爾倫的连接亦中断。暴露于高温下的火车需要更多的维护，部分列车因而退出运营。无空调或不能开窗的车厢也不允许运营。翌日，阿姆斯特丹到阿尔克马尔、海牙及德伊芬德雷赫特到莱利斯塔德、史基浦到奈梅亨间的列车也被加入停驶行列。高温导致许多农场的动物死亡，多是是因为通风系统故障。内尔的电力故障导致了4000只鸡死亡。24日，数百只鸡在被运往波兰途中因高温死亡。同日，因通风系统电力故障，米德尔哈尼斯有数百头猪死亡，马尔赫吉则有100头猪 因猪圈内的40 °C（104 °F）高温而死。

### 英国
7月23日，英国公共卫生部再次发布对英国全国的高温警告，呼吁人们保持水分、寻找阴凉处、采取防晒措施。当日夜间，英国全国经历大范围雷暴天气，BBC天氣称这一夜经历了48,000次闪电。
7月25日，气象局报称当日是英国气象记录史上最热的7月天，剑桥大学植物园录得38.1 °C（100.6 °F）的高温。这一高温打破了2015年36.7 °C（98.1 °F）的7月高温记录，英国也因此第二度经历38 °C（100 °F）以上的高温天气。翌日，气象局称剑桥大学植物园在前一日再录得38.7 °C（101.7 °F）高温，部分打破了 2008年8月在肯特郡法弗舍姆录得的38.5 °C（101.3 °F）全国全时段最高气温。
全国各地的城镇录得气象记录气温新高，其中爱丁堡气温达到31.6 °C（88.9 °F），谢菲尔德则达到35.1 °C（95.2 °F）。

#### 交通业影响
25日，英國鐵路網公司开始发布限速令，以减少铁轨扭曲。高温下，铁轨的温度已经超过50 °C（122 °F）。部分铁路服务被取消。此外，铁路部门还将一些铁轨涂白，以降低铁轨温度。東米德蘭列車、東南鐵路、大盎格利亞等铁路运营部门建议旅客只进行必要的旅行。
高温导致事故，引发英国铁路系统，尤其是伦敦发出的城际列车的大规模阻塞。彼得伯勒、 汉兹沃思、康登鎮的高架线路的设备受到损害, 西漢普斯特德附近电缆断裂引起铁轨旁草地火灾。
26日，继极端高温和风暴导致严重的铁路网和机场阻塞后，旅客被建议只进行必要的旅行。泰晤士連線服务减少，半数路线不运营。谢菲尔德、诺丁汉、德比和伦敦聖潘克拉斯車站间的東米德蘭列車因为前一天高温导致的高架电线损害而阻塞，紧急运营时间表被使用。往来巴黎和伦敦的全部的欧洲之星列车服务因电缆爆炸不限期延误，往来布鲁塞尔的列车则延误至多一小时。
希思羅機場、蓋特威克機場及倫敦城市機場的若干航班因为欧洲的极端高温而取消或延误。希思罗机场的一名发言人表示，因为极端高温后的雷暴影响了航班的延误和取消。